# Thermoplaste

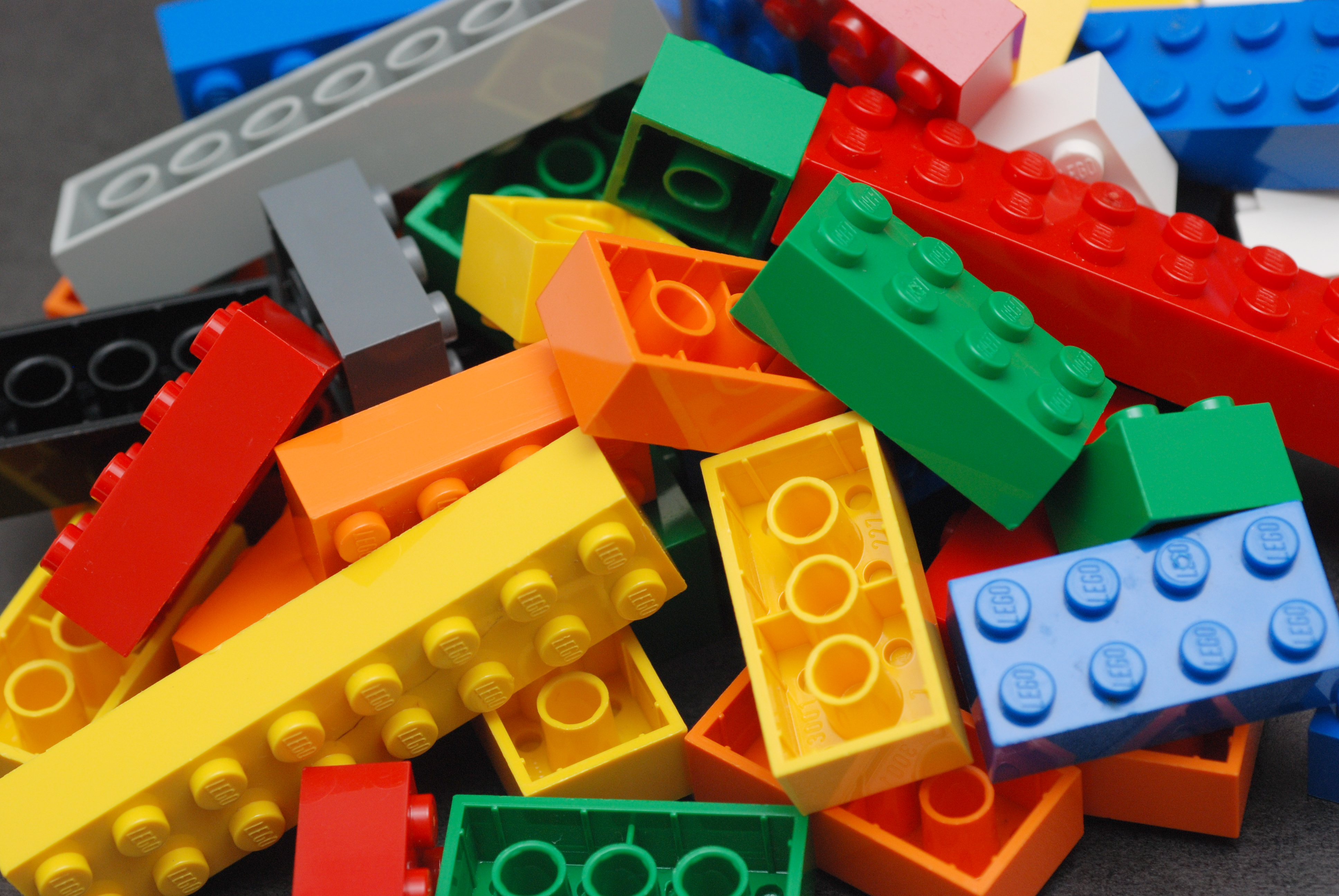
LEGO-Steine sind aus Thermoplasten hergestellt

Thermoplaste (Singular der Thermoplast, von altgriechisch θερμός thermós ‚warm‘, ‚heiß‘ und πλάσσειν plássein ‚bilden‘, ‚formen‘), auch Plastomere genannt, sind Kunststoffe, die sich in einem bestimmten Temperaturbereich (thermo-plastisch) verformen lassen. Dieser Vorgang ist reversibel. Dies bedeutet, er kann durch Abkühlung und Wiedererwärmung bis in den schmelzflüssigen Zustand wiederholt werden, solange nicht durch Überhitzung thermische Zersetzung des Materials einsetzt. Darin unterscheiden sich Thermoplaste von den Duroplasten und Elastomeren. Ein weiteres Alleinstellungsmerkmal ist die Schweißbarkeit von Thermoplasten.

## Aufbau und Einteilung
Thermoplaste sind aus wenig oder nicht verzweigten, also linearen Kohlenstoffketten aufgebaut, die nur durch schwache physikalische Bindungen miteinander verbunden sind. Diese Bindungskräfte sind wirksamer, wenn die Ketten parallel ausgerichtet sind. Solche Bereiche nennt man kristallin, im Gegensatz zu amorphen (ungeordneten) Bereichen, in denen die Makromoleküle verknäult vorliegen.

Einteilung der thermoplastischen Kunststoffe.

Thermoplaste lassen sich bezüglich mechanischer, thermischer und chemischer Eigenschaften in die Gruppen Standardkunststoffe, technische Kunststoffe und Hochleistungskunststoffe einteilen. Dies ist allerdings keine chemische, sondern eine anwendungsbezogene, ingenieurstechnische Einteilung.

## Verarbeitung
Thermoplaste wurden ursprünglich vor allem im Spritzgießverfahren verarbeitet, weshalb man sie auch als Spritzmassen bezeichnete (im Gegensatz zu Duroplasten, die man Pressmassen nannte). Heute sind Extrusion und Materialextrusion (additives Fertigungsverfahren) weitere wichtige Verarbeitungsverfahren. Weitere Verarbeitungsmöglichkeiten sind z. B. Blasformen, Folienblasen, Heißverstemmen und Kalandrieren. Prinzipiell lassen sich Thermoplaste auch mechanisch und thermisch bearbeiten. Unter mechanischer Bearbeitung versteht man z. B. Sägen, Fräsen, Schleifen, Drehen, Hobeln sowie die Fügeverfahren Kleben und Schweißen. Zu den thermischen Bearbeitungsverfahren zählen z. B. das freie Verformen über einem Werkzeug und das Vakuumtiefziehen.

## Aggregatzustände
Fest
Vor dem Erwärmen und nach dem Abkühlen sind Thermoplaste fest, was nicht gleich steif bedeutet. Viele Thermoplaste sind auch im festen Zustand flexibel und manche können auch im festen Zustand bearbeitet und in der Form verändert werden.
Thermoelastisch
In dem Bereich, in dem ein Thermoplast thermoelastisch wird, kann er in seiner Form verändert werden, behält aber seine Ursprungsform bei und kann in diese zurückgebracht werden.
Thermoplastisch
Das Material wird weich und ist nicht mehr formstabil, kann also evtl. nicht in seine Ursprungsform zurückgebracht werden (zum Beispiel bei Röhren).
Fließfähig
Wenn der Bereich der Thermoplastizität überschritten ist, wird das Material fließfähig. Bei weiterer Erhitzung verflüchtigt sich das Material und zersetzt sich in seine Grundbestandteile.

## Beispiele

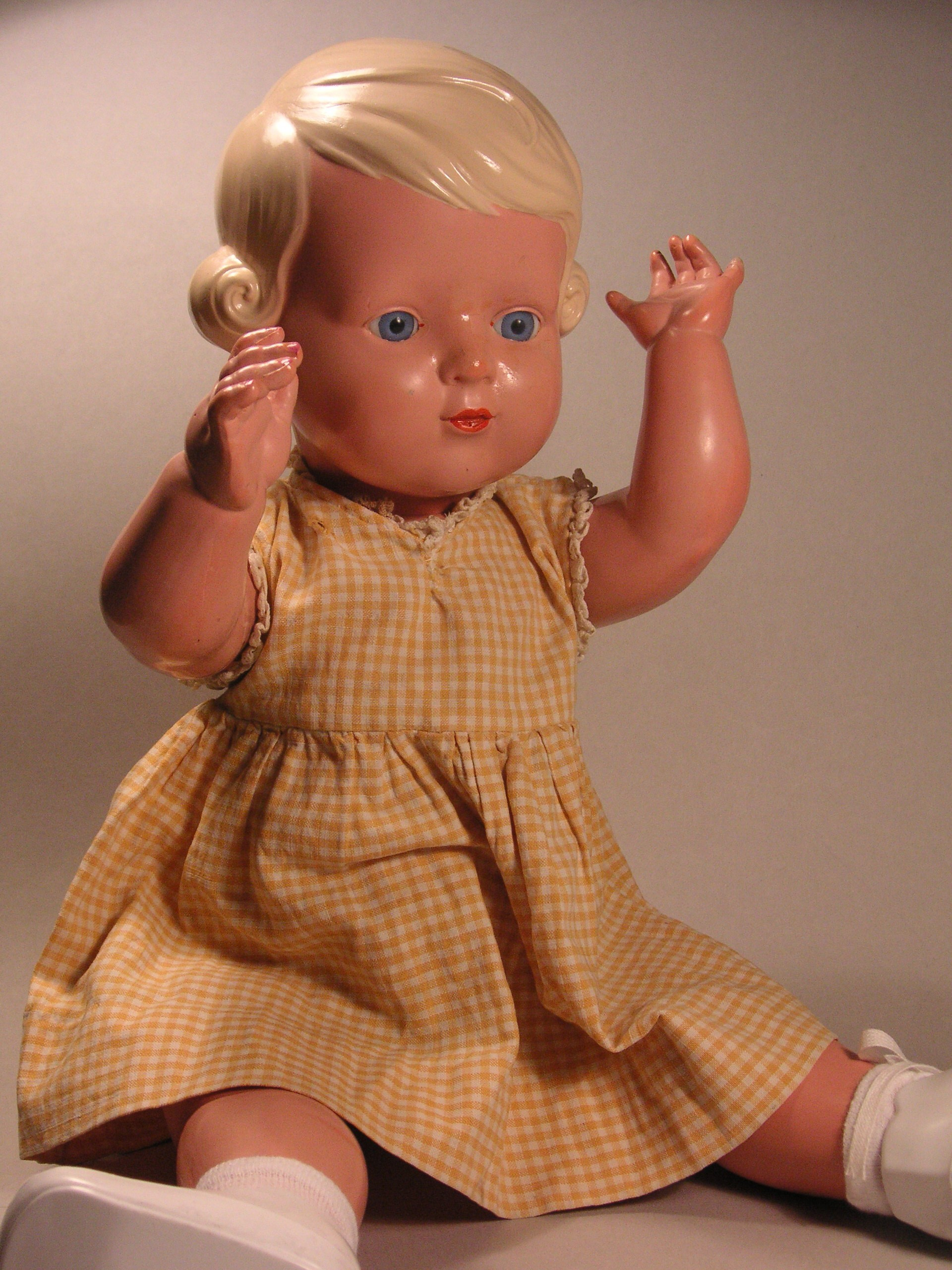
Schildkröt-Puppe Inge aus Zelluloid, 1950

Zu den Thermoplasten zählen z. B. Acrylnitril-Butadien-Styrol (ABS), Polyamide (PA), Polylactid (PLA), Polymethylmethacrylat (PMMA), Polycarbonat (PC), Polyethylenterephthalat (PET), Polyethylen (PE), Polypropylen (PP), Polystyrol (PS), Polyetheretherketon (PEEK) und Polyvinylchlorid (PVC). Der am längsten bekannte Thermoplast ist Zelluloid. Die am häufigsten verwendeten Thermoplaste sind Polyolefine, wie Polyethylen und Polypropylen.

## Einkauf/Handel von Thermoplasten
Thermoplastische Kunststoffe werden in Westeuropa zum überwiegenden Teil direkt zwischen Kunststoff-Erzeugern und Kunststoff-Verarbeitern gehandelt. Bei Spezialitäten, Kleinmengen, in regional oder national abgegrenzten Gebieten sind zum Teil Distributeure dazwischen geschaltet.
Eine zusammenfassende Gesamtschau der Preisentwicklung von Thermoplasten in Europa bietet ein Rohstoffindex, der sogenannte Plastixx. Ab Anfang 2004 wurden die Rohstoffe Polyethylen-LLD und Polypropylen auch an der London Metal Exchange (LME) als Warenterminkontrakte (Futures) gehandelt. Diese Handelsmöglichkeit wurde am 29. April 2011 eingestellt. Seit Mitte 2007 gibt es auch eine regional unterschiedliche Preisbildung (für Asien, Europa, Nordamerika) über dieses System, um die Marktsituation noch genauer abzubilden.